# Intimità proibite di due giovani casalinghe
Intimità proibite di due giovani casalinghe è un film pornografico del 2000 diretto da Mario Salieri.